# أل روسي
أل روسي (بالإنجليزية: Al Rossi)‏ هو موجه قوارب ‏ أمريكي، ولد في 20 يونيو 1931 في بسيمر في الولايات المتحدة.

## وصلات خارجية
- أل روسي على موقع الاتحاد الدولي للتجديف (الإنجليزية)
- أل روسي على موقع اللجنة الأولمبية الدولية (الإنجليزية)
- أل روسي على موقع أوليمبيديا (الإنجليزية)